# I-58/I-158
I-58/I-158 — підводний човен Імперського флоту Японії, який взяв участь у бойових діях на початковому етапі Другої світової війни. Споруджений як І-58, корабель 20 травня 1942-го був перейменований на І-158, щоб звільнити нумерацію для нових крейсерських підводних човнів (так само вчинили щодо всіх субмарин KD типів).

## Довоєнна служба
І-58 належав до типу KD3 (підтип KD3A). Його спорудили у 1928 році на верфі ВМФ у Йокосуці та в якийсь момент включили до 19-ї дивізії підводних човнів, у складі якої І-58 перебував і на момент вступу Японії у Другу світову війну.

## Перший похід
1 грудня 1941-го, за кілька діб до відкриття бойових дій, І-58 уже вирушив з порту Самах (китайський острів Хайнань) до визначеного йому району в Південнокитайському морі, де разом з низкою інших човнів сформував патрульну лінію поблизу півострова Малакка, на який вже 8 грудня (тобто в день нападу на Перл-Гарбор — тільки останній відбувся по інший бік лінії зміни дат) висадились японські десанти.
9 грудня 1941-го на І-58 надійшло повідомлення про виявлення іншим підводним човном І-65 двох британських лінкорів у супроводі есмінців, втім, через проблеми з комунікацією координати були передані неточно. Невдовзі після опівночі 10 грудня з І-58, який рухався у надводному положенні, раптово помітили британські кораблі на відстані ненабагато більшій за пів кілометра. Човен терміново занурився та спробував дати шеститорпедний залп по британському лінкору HMS Prince of Wales, проте кришку першого торпедного апарату заклинило і Prince of Wales встиг вийти з прицілу. Тоді з І-58 випустили інші торпеди по другому в колоні лінкору HMS Repulse, але жодна з них не потрапила в ціль. Човен повідомив командуванню про курс та швидкість ворожого загону, а вранці втратив з ним контакт. У підсумку, маючи дані про рух ворожого з'єднання японці організували 10 грудня повітряну атаку, яка завершилась потопленням обох головних кораблів — HMS Prince of Wales та HMS Repulse.
20 грудня 1941-го І-58 повернувся з походу до бухти Камрань (центральна частина узбережжя В'єтнаму).

## Другий похід
28 грудня 1941-го І-58 вирушив для дій у Яванському морі. 3 січня 1942-го дещо більш ніж за дві сотні кілометрів на північний захід від Сурабаї човен перехопив нідерландське судно Langkoeas (7395 GRT, колишнє німецьке Strassfurt, захоплене 10 травня 1940 в одному з яванських портів після нападу Німеччини на Нідерланди). Спершу Langkoeas був поцілений торпедою в район машинного відділення, а потім його добили артилерійським вогнем. Близько 90 осіб, що перебували на борту нідерландського судна, спробували полишити його у рятувальних човнах, проте були розстріляні кулеметним вогнем. Трьох уцілілих моряків підібрали для допиту, після чого викинули у море, де вони провели кілька діб на плоту, який врешті-решт винесло на острів Бавеан (за сотню кілометрів від місця атаки).
Вранці 5 січня 1942-го І-58, який перебував у надводному положенні, був атакований неідентифікованим підводним човном, але торпеда лише сковзнула по борту корабля.
9 січня 1942-го за три сотні кілометрів на північний захід від Сурабаї човен торпедував та потопив нідерландське судно Camphuys (2380 GRT).
16 січня 1942-го І-58 завершив похід поверненням до Камрані.

## Третій похід
7 лютого 1942-го І-58 попрямував для бойового патрулювання в районі на південь від острова Ява. Як і інші японські підводні човни у цей період, І-58 вийшов до Індійського океану через протоку Ломбок (між островами Балі та Ломбок дещо на схід від Яви). 22 лютого за сотню кілометрів південніше від західної Яви човен обстріляв з артилерії, а потім добив торпедою нідерландське судно Pijnacker Hordijk (2982 GRT).
25 лютого 1942-го біля входу до Зондської протоки (між Суматрою та Явою) І-58 обстріляв з артилерії нідерландське судно Boeroe (7135 GRT). Невдовзі човен був вимушений перервати цю атаку після появи есмінця, який ескортував два танкери. Втім, коли ворожий корабель полишив район І-58 знову взявся за Boeroe, поцілив його двома торпедами та потопив.
28 лютого 1942-го все так же біля Зондської протоки І-58 торпедував та пошкодив британський танкер British Judge (6735 GRT). Можливо відзначити, що це судно у підсумку переживе війну та буде здане на злам у першій половині 1950-х.
8 березня 1942-го човен прибув до затоки Старінг-Бей біля Кендарі (південно-східний півострів острова Целебес), де певний час базувались великі сили японського флоту. 13—20 березня І-58 здійснив перехід зі Старінг-Бей до Куре.

## Четвертий похід
14—24 травня 1942-го І-58 пройшов з Куре до атола Кваджелейн на Маршаллових островах, де на початковому етапі війни була значна база японського підводного флоту.
26 травня 1942-го, вже як І-158, човен вирушив у четвертий похід (у цей період з Кваджелейну в межах операції проти атола Мідвей вийшло багато японських субмарин). У ньому він не зміг поповнити свій бойовий рахунок і 19 червня прибув на Кваджелейн.
22—30 червня 1942-го І-158 здійснив перехід до Куре.

## Служба в Японії
У липні 1942-го, враховуючи вік корабля, його вирішили використовувати для навчальних цілей у військово-морському окрузі Куре.
У грудні 1943 — січні 1944-го І-158 брав участь у експериментах із маскувальним камуфляжним забарвленням.
17 березня 1945-го під час нальоту на Куре бомбардувальників B-29 човен отримав незначні пошкодження.
На тлі дедалі глибшої кризи японської оборони навесні 1945-го залучили І-158 до можливого спротиву, для чого човен перетворили на носій двох керованих торпед «кайтен». З липня почались тренування з застосування «кайтенів», проте до практичного застосування цієї зброї з І-158 не дійшло через капітуляцію Японії.
1 квітня 1946-го I-158 був затоплений разом з кількома іншими трофейними підводними човнами в межах операції «Roads End».

## Бойовий рахунок
| Дата       | Назва             | Тип                | Тоннаж | Місце                              |
| 03.01.1942 | Langkoeas         | вантажне           | 7395   | центральна частина Яванського моря |
| 09.01.1942 | Camphuys          | вантажне           | 2380   | 4°30'S 111°47'E                    |
| 22.02.1942 | Pijnacker Hordijk | вантажопасажирське | 2982   | 8°28'S 107°10'E                    |
| 25.02.1942 | Boeroe            | вантажне           | 7135   | біля Зундської протоки             |